# مورو (شهر)
مورو (به آلمانی: Murau) یک شهر در اتریش است که در مورو واقع شده‌است. مورو ۱۰٫۷۵ کیلومتر مربع مساحت دارد ۸۲۹ متر بالاتر از سطح دریا واقع شده‌است.